# Flåsjön, Bergs kommun
Flåsjön är en sjö i Bergs kommun i Jämtland och ingår i Ljungans huvudavrinningsområde. Sjön är 18 meter djup, har en yta på 22,6 kvadratkilometer och befinner sig 482,6 meter över havet. Sjön avvattnas av vattendraget Vävelsjöån.
Sjön är sedan början på 1970-talet utbyggd till vattenmagasin för vattenkraft. Sjöns area uppgår till 22,6 km².

## Historia
I anslutning till Flåsjön fanns före regleringen fyra gårdar och torp på det som tidigare kallades Arånäset-Flåsjöns avradsland. Detta avradsland (av byar eller gårdar på hyrd mark) låg bl.a. under Östervigge nr 2 och gårdarna kring Flåsjön hade namnen Holmbergs, Flåsjögården, Hanns-Ors och Vävelsberget. Husen och gårdarna användes och beboddes under slutet av 1800-talet och fram till 1960-talet, främst av skogsarbetare och deras familjer, och en av alla som växte upp i Vävelsberget var lappfogden Nils Waldemar Nilsson (Gardham) 1889–1970.
Gården Holmbergs låg på den norra sidan, i den övre delen av Flåsjön, på en udde i en del av sjön som kallades Stavsjön eller Stavsjöudden. Den  försvann i och med kraftverksdammsbygget. Flåsjögården låg i mitten av den södra sidan av den oreglerade sjön Flåsjön och försvann under vattnet vid regleringsdammsbyggandet. Gården Hanns-Ors fick sitt namn av Hans Olofsson (f. 1851) från Klövsjö, och gården låg vid Flåsjöns utlopp. Odelstorpet Vävelsberget, som låg nedströms Vävelsberget på norra sidan av Ljungan, dränktes inte av Flåsjödammen, men finns ändå inte kvar.
I samband med vattenregleringen revs övriga gårdar eller flyttades. Fiskerätten i Flåsjön hyrdes (avradsland) under 1600-talet av bl.a. bönder i Älvens by och i slutet av 1690-talet av kaptenen vid Ovikens kompani, sedermera överstelöjtnanten C. G. Hammarskiöld.

## Delavrinningsområde
Flåsjön ingår i delavrinningsområde (696640-138761) som SMHI kallar för Utloppet av Flåsjön. Medelhöjden är 540 meter över havet och ytan är 77,19 kvadratkilometer. Räknas de 212 avrinningsområdena uppströms in blir den ackumulerade arean 1 495,45 kvadratkilometer. Avrinningsområdets utflöde Ljungan mynnar i havet. Avrinningsområdet består mestadels av skog (66 procent). Avrinningsområdet har 22,73 kvadratkilometer vattenytor vilket ger det en sjöprocent på 29,4 procent.